# جولين تساي
جولين تساي (بالصينية: 蔡依林؛ بينيين: Cài Yīlín، ولدت في 15 سبتمبر 1980) هي مغنية وكاتبة أغاني وراقصة وممثلة وسيدة أعمال تايوانية. وصفت بأن لها دور كبير في تعميم موسيقى الرقص والموسيقى السائدة في الصين العظمى. يشار إليها باسم «ملكة البوب الصيني»، «ملكة الرقص الآسيوية»، و «مادونا الآسيوية»، وحققت شعبية في العالم الناطق بالصينية من خلال إطلاق سلسلة من الألبومات التي نجحت بين الجمهور والنقاد ولديها قاعدة جماهيرية مخلصة في جميع أنحاء العالم.
ولدت تساي تربت في تايوان، وبدأت مسيرتها الغنائية بفوزها في مسابقة الغناء على محطة إم تي في ماندارين في سن الثامنة عشرة. ألبومها الأول، الذي صدر في عام 1999 وعنوانه 1019، حقق نجاحا كبيرا، وسرعان ما أصبحت نجمة مراهقة مع قاعدة جماهيرية كبيرة بين المراهقين. يعتبر ألبومها الخامس ماجيك (2003) أحد أكبر نجاحاتها حتى الآن، مباشرة بعد ألبومها دانسينغ ديفا (2006)، الذي يعكس نضجها الفني. بعد عدة ألبومات ناجحة وعشرات النجاحات، أصدرت ألبومها الأخير، بلاي، في عام 2014.
باعت تساي أكثر من 25 مليون تسجيل في آسيا، وتعتبر إحدى أكثر الفنانين مبيعا في آسيا. وقد أكسبها عملها العديد من الجوائز والأوسمة، بما في ذلك أربع جوائز غولدن ميلودي، وجائزة ام تي في آسيا، وجائزة ام تي في للموسيقى. وقد اشتهرت كسيدة أعمال، خاصة بعد أن أسست شركة إنتاج موسيقى خاصة بها وهي إترنال في عام 2009. ذكرت مجلة فوربس أنها واحدة من أعلى المشاهير الصينيين أجرا، وذلك بقيمة صافية تقدر بنحو 2 مليار د ت في عام 2014.

## روابط خارجية
- جولين تساي على موقع IMDb (الإنجليزية)
- جولين تساي على موقع ميوزك برينز (الإنجليزية)
- جولين تساي على موقع إن إن دي بي (الإنجليزية)
- جولين تساي على موقع أول ميوزيك (الإنجليزية)
- جولين تساي على موقع ديسكوغز (الإنجليزية)
- جولين تساي على موقع قاعدة بيانات الفيلم (الإنجليزية)
- جولين تساي على موقع ليتربوكسد (الإنجليزية)
- جولين تساي على موقع كينوبويسك (الروسية)